# Saint-Julien-en-Beauchêne
Pour les articles homonymes, voir Saint-Julien et Beauchêne.

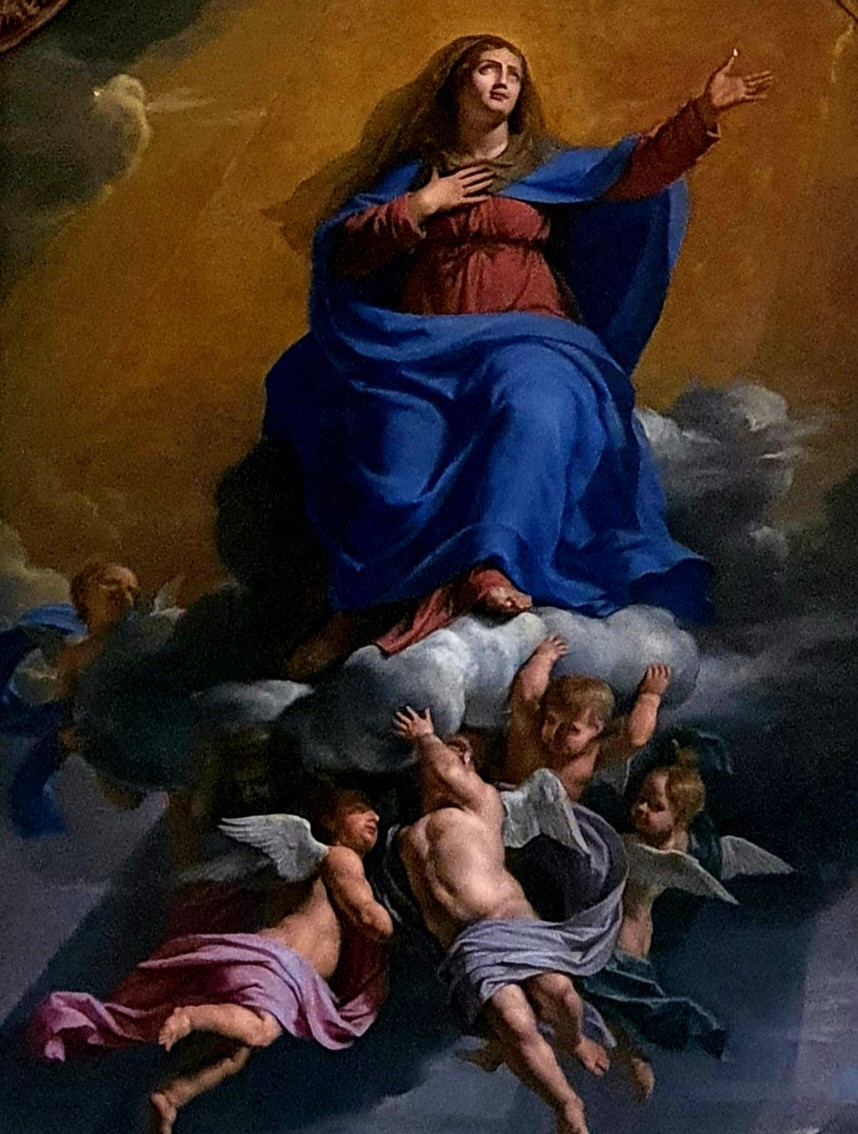
Assomption au chevet de l'église, tableau de Ph de Champaigne.

Saint-Julien-en-Beauchêne est une commune française située dans le département des Hautes-Alpes, en région Provence-Alpes-Côte d'Azur.

## Géographie

### Localisation
Saint-Julien-en-Beauchêne est une commune des Alpes Occidentales, au nord-ouest du département des Hautes-Alpes et limitrophe du département de la Drôme. Elle est limitrophe de sept communes — trois dans la Drôme : Lus-la-Croix-Haute, Glandage et Boulc, et quatre dans les Hautes-Alpes : Montbrand, La Faurie, Aspres-sur-Buëch (par le rattachement de l'ancienne commune d'Agnielles) et La Cluse (commune déléguée du Dévoluy).
Elle est située dans le pays du Buëch ou Bochaine, plus précisément dans la vallée du Grand Buëch.
La commune comprend plusieurs hameaux, pour certains éloignés de plus de cinq kilomètres du bourg : Neuvillard, Baudinard, Durbon, Baumugne(s), la Rochette, Montama, les Oches, Vaunières et le Rose.

### Géologie et relief
Le territoire de la commune est bordé à l’est par le Dévoluy, à l’ouest par le Diois, au nord par le col de la Croix-Haute puis le Trièves et au sud par le Bochaine méridional. Il est traversé par la rivière du (Grand) Buëch, qui forme l’axe naturel nord-sud de communication entre Grenoble et la vallée de la Durance.
Avec une superficie de 59 km2, la commune est une des plus étendues du département des Hautes-Alpes.
Parmi les sommets situés sur le territoire de la commune, on citera : la tête des Ormans (2 140 m), Chamousset (2 089 m), Durbonas (2 086 m) et Toussière (1 916 m). Le point culminant de la commune est la tête de Garnesier à 2 365 m d'altitude.

### Hydrographie
Le bourg est situé au confluent de la rivière du Buëch et d'un torrent affluent, la Bouriane, à une altitude de 930 m.

### Voies de communication et transports

#### Voies routières, ferroviaires et fluviales
La commune est traversée par la route départementale 1075, ancienne route nationale 75, et par la voie ferroviaire de la ligne des Alpes. Les activités de transport fluvial sur le Buëch ont cessé. On rappelle à ce sujet que la rivière a longtemps été utilisée pour le flottage du bois entre Saint-Julien et Sisteron.

#### Liaisons pédestres
Deux sentiers de grande randonnée traversent le village : le GR 95, qui passe à Vaunières et joint le Diois au Beauchêne, et le GR 94, qui passe par la forêt domaniale de Durbon et joint le Beauchêne au Dévoluy.

### Climat
Pour des articles plus généraux, voir Climat de Provence-Alpes-Côte d'Azur et Climat des Hautes-Alpes.
En 2010, le climat de la commune est de type climat de montagne, selon une étude du Centre national de la recherche scientifique s'appuyant sur une série de données couvrant la période 1971-2000. En 2020, Météo-France publie une typologie des climats de la France métropolitaine dans laquelle la commune est exposée à un climat de montagne ou de marges de montagne et est dans la région climatique Alpes du sud, caractérisée par une pluviométrie annuelle de 850 à 1 000 mm, minimale en été.
Pour la période 1971-2000, la température annuelle moyenne est de 8,9 °C, avec une amplitude thermique annuelle de 17,3 °C. Le cumul annuel moyen de précipitations est de 994 mm, avec 8,3 jours de précipitations en janvier et 5,6 jours en juillet. Pour la période 1991-2020, la température moyenne annuelle observée sur la station météorologique de Météo-France la plus proche, « La Faurie », sur la commune de La Faurie à 6 km à vol d'oiseau, est de 9,6 °C et le cumul annuel moyen de précipitations est de 950,8 mm. 
La température maximale relevée sur cette station est de 37,9 °C, atteinte le 23 août 2023 ; la température minimale est de −21,4 °C, atteinte le 14 février 1999,,.
Les paramètres climatiques de la commune ont été estimés pour le milieu du siècle (2041-2070) selon différents scénarios d'émission de gaz à effet de serre à partir des nouvelles projections climatiques de référence DRIAS-2020. Ils sont consultables sur un site dédié publié par Météo-France en novembre 2022.

## Urbanisme

### Typologie
Au 1er janvier 2024, Saint-Julien-en-Beauchêne est catégorisée commune rurale à habitat très dispersé, selon la nouvelle grille communale de densité à 7 niveaux définie par l'Insee en 2022.
Elle est située hors unité urbaine et hors attraction des villes,.

### Occupation des sols
L'occupation des sols de la commune, telle qu'elle ressort de la base de données européenne d’occupation biophysique des sols Corine Land Cover (CLC), est marquée par l'importance des forêts et milieux semi-naturels (93,1 % en 2018), une proportion sensiblement équivalente à celle de 1990 (92,8 %). La répartition détaillée en 2018 est la suivante : 
forêts (67,3 %), milieux à végétation arbustive et/ou herbacée (14,3 %), espaces ouverts, sans ou avec peu de végétation (11,5 %), zones agricoles hétérogènes (4,5 %), terres arables (1,5 %), prairies (0,9 %).
L'évolution de l’occupation des sols de la commune et de ses infrastructures peut être observée sur les différentes représentations cartographiques du territoire : la carte de Cassini (XVIIIe siècle), la carte d'état-major (1820-1866) et les cartes ou photos aériennes de l'IGN pour la période actuelle (1950 à aujourd'hui).

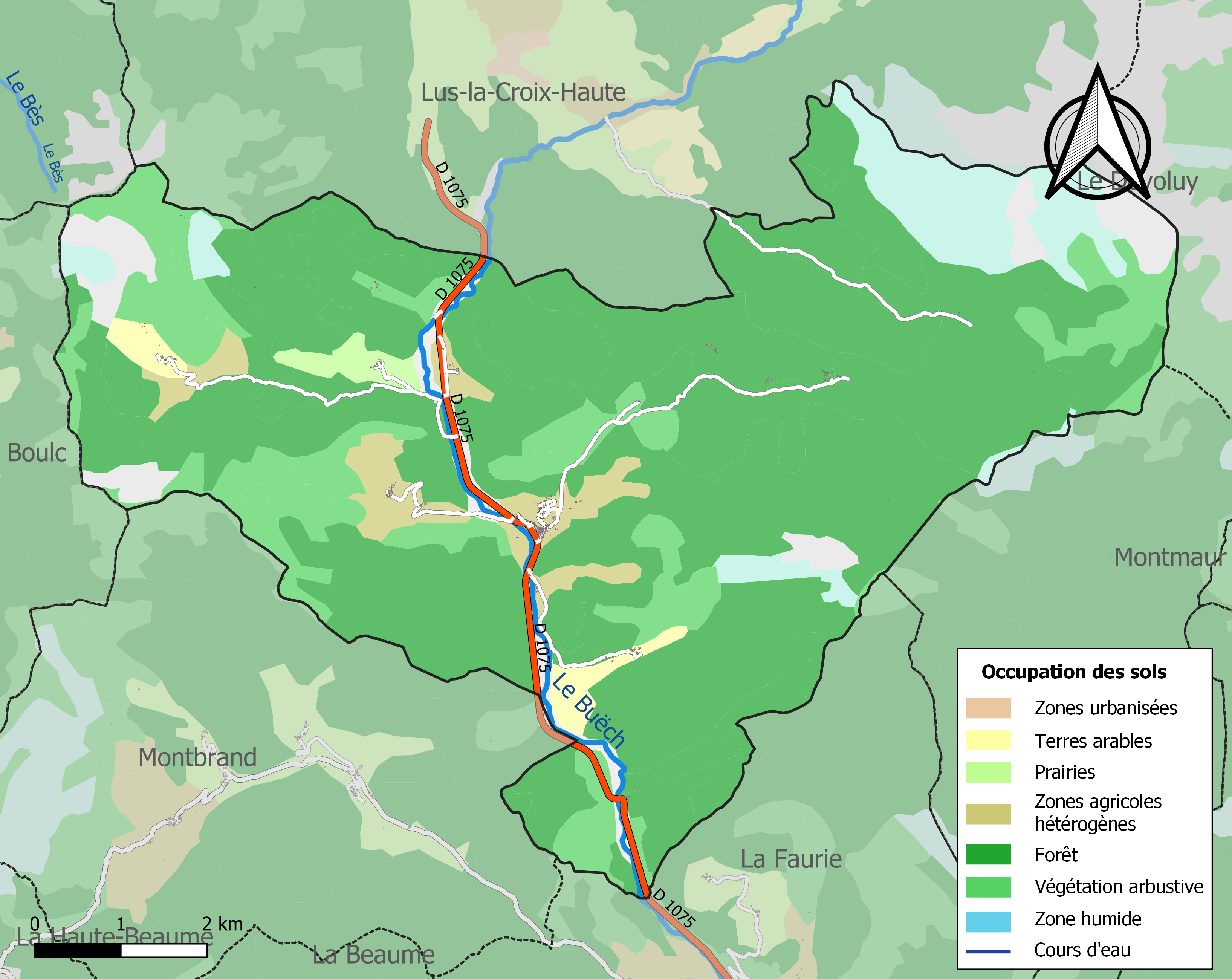
Carte de l'occupation des sols de la commune en 2018 (CLC).

## Toponymie
Sanctus-Aqâreas in Buchana.

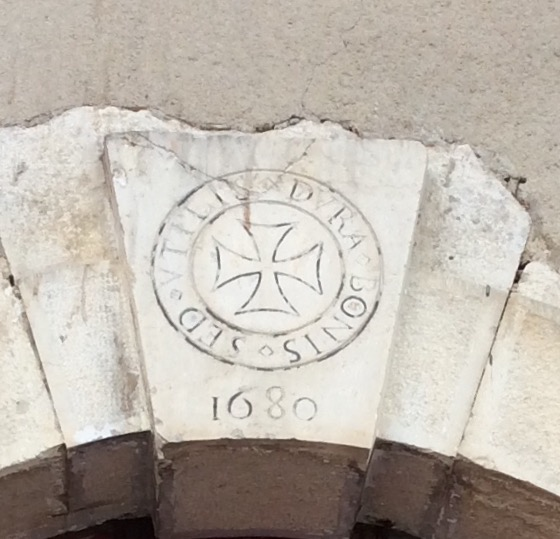
Blason et devise des chartreux de Durbon.

Le nom de Saint-Jul(l)ien est attesté dès le début du XIIe siècle et doit son toponyme à saint Julien L'Hospitalier. Saint Julien, martyr chrétien né à Antioche, actuellement Antakya en Turquie était marié à sainte Basilisse.
Le nom Biochana apparait dans la première charte (octobre 1116) concernant l'établissement du monastère de Durbon. Il s'agit d'une latinisation du nom local pour la région du Buëch. Le nom Buëch lui-même pourrait venir de l'occitan « bioch » qui désigne le fond du tonneau, allusion à la forme du cirque de montagnes où naît la rivière.
Le toponyme Bochaine (pays du Buëch) a été francisé en Beauchêne.
Le nom de Durbon serait une sorte d'acronyme de la devise des chartreux locaux, « dura bonis...sed utilis », une autre origine, plus vraisemblable car le nom Durbon préexiste la fondation du monastère, serait la « bonne eau » à partir du celte « dwr » (dur ou dour, eau, qui a donné Durance, par exemple). Les (h)Oches désignent les défrichements clos (bas latin). Vaunière(s) désigne la vallée noire. Mont(h)ama(t) désigne le hameau du mont. Baudinard, autrefois écrit Beldisnar, évoque en occitan le lieu d'un bon dîner. Baumugne est une francisation de l'occitan balma, grotte. Les noms de Neuvillard et de la Rochette parlent d'eux-mêmes.
Sant Julian de Buechaine en occitan haut-alpin.

## Histoire
La présence humaine est avérée depuis le paléolithique dans tout le Bochaine, notamment grâce aux découvertes de mobiliers taillés, faites à l'occasion des travaux de construction de la voie ferrée dont le tracé emprunte la vallée du Grand Buëch.
Les fouilles des grottes et abris ont révélé la présence de mobiliers épipaléolithiques et néolithiques dans toute la zone, par exemple sous l’abri des Corréardes à Lus-la-Croix-Haute, dans la grotte des Ours à Aspres-sur-Buëch et dans la grotte de la Tyrolienne à Agnielles-en-Beauchêne. Des lames polies provenant de Saint-Julien ont été versées aux collections de l’Institut de paléontologie humaine du Muséum d'histoire naturelle de Paris.
Beaucoup plus près de nous, l'époque romaine n'a guère laissé de traces. Les voies romaines alpines passaient en effet un peu à l'est du Bochaine par le col Bayard (voire le col du Festre) ou à l'ouest par le col de Cabre.

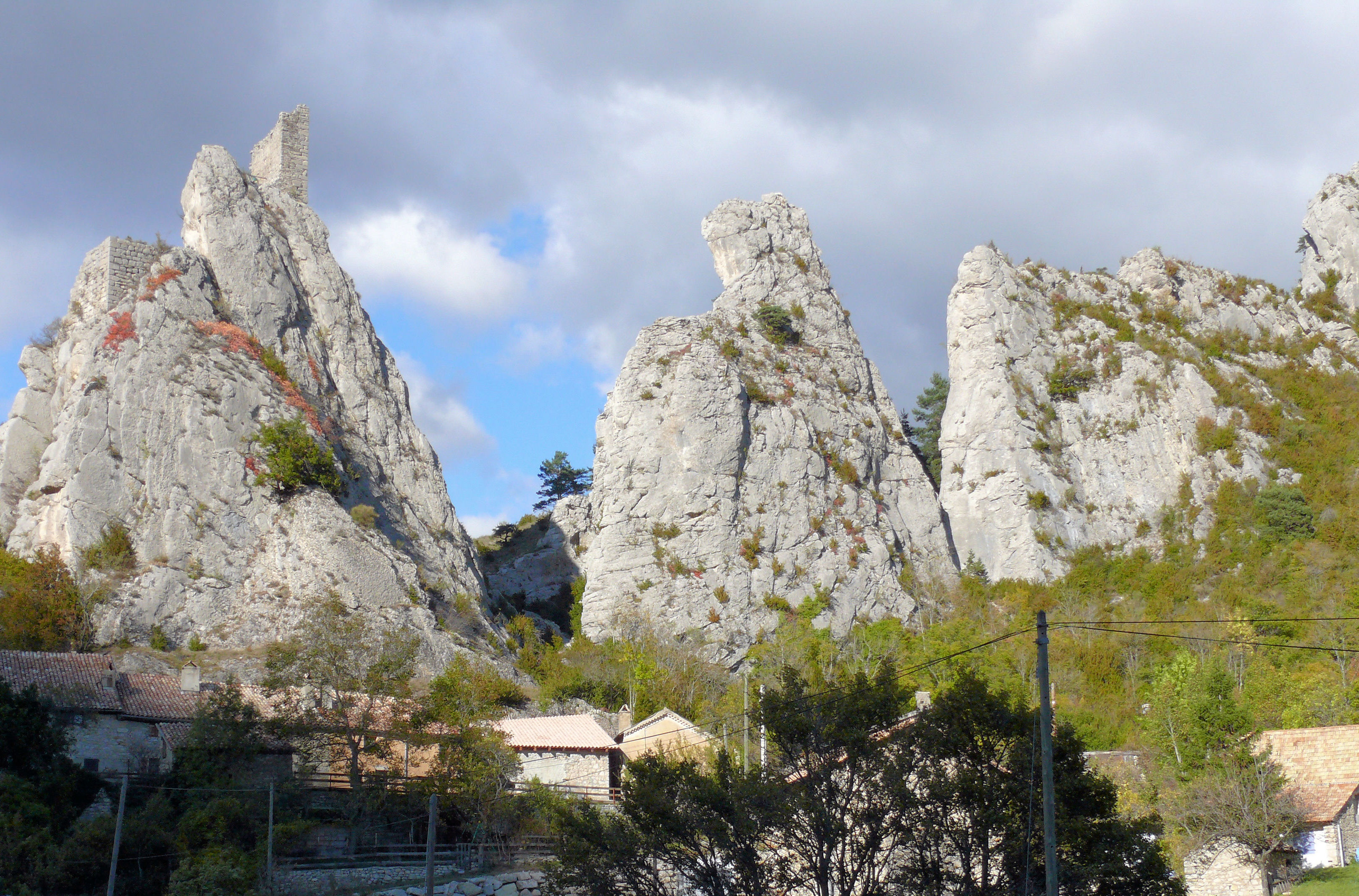
Site de la Rochette.

À la fin du haut Moyen Âge le Bochaine fait partie du Saint-Empire romain germanique, cette appartenance est cependant contestée par les comtes de Provence, à l'évidence plus proches géographiquement. L'empereur se débarrasse du problème et confie l'ensemble de cette zone (y compris une partie de la ville de Gap même, tandis que l'autre reste au comte de Provence) à l'évêque de Gap, qui cumule de ce fait pour la région la totalité des pouvoirs religieux et civils. Il exerce ces pouvoirs sans pratiquement de contestation après avoir fait la nécessaire allégeance à l'empereur. Ces pouvoirs et cette allégeance seront régulièrement renouvelés et notamment par Frédéric Barberousse à Gap en 1184. Les évêques de Gap apparaissent ainsi dans les chartes en tant que « évêque et comte de Gap ». Il faudra attendre le milieu du XVe siècle pour que soit modifié cet équilibre politique, le Dauphin Louis affirme son contrôle sur toute la région et, devenu Louis XI,  finit par l'intégrer au domaine royal après la mort de son oncle, le roi René, en 1480.
L'église paroissiale est aujourd'hui dédiée à saint Blaise bien qu'elle fût longtemps dédiée à un autre saint, Charles, comme l'attestent les relations de visite des évêques de Gap qui ne manquaient pas de rappeler qu'ils conservaient la nue-propriété de la paroisse même si les chartreux en avaient l'usufruit.
C'est dans ce contexte politique qu'il convient de replacer l'histoire « récente » de Saint-Julien-en-Beauchêne. Cette histoire est intimement liée à celle de la Chartreuse établie dès le début du XIIe siècle au hameau de Durbon, à 6 km au nord-est du bourg de Saint-Julien dans le vallon du torrent Bouriane qui recueille les eaux du cirque montagneux environnant, et dans le territoire donc de la paroisse de Saint-Julien.
La Chartreuse de Durbon est richement dotée en 1116 par l'évêque de Gap et quelques seigneurs locaux, dans la partie nord du territoire contrôlée par l'évêque et formant une sorte de marge à son évêché. Elle rivalise un temps avec l’ordre des Templiers (indépendant, donc, de la structure épiscopale puisque directement relié au Pape) qui a établi une Maison du Temple dans le territoire du  village voisin de Lus-la-Croix-Haute. Mais elle prend le pas sur lui au XIVe siècle.
Le «cartulaire vert» de Durbon, dont une transcription manuscrite extrêmement bien lisible est conservée par les archives départementales à Gap, permet de retracer l’histoire et le développement de la Chartreuse, et donc du village, dans cette première période. Plus de 300 chartes y sont reprises, par exemple, celles par lesquelles les seigneurs locaux, seigneur de Beldisnar, seigneur de Vaunières, seigneur de Monthamat, seigneur de la Rochette, (quatre hameaux de Saint-Julien) cèdent des terres dans les secteurs de Bouriane, Cheylard, Durbonas…
La Chartreuse de Durbon acquiert, essentiellement par des donations, accessoirement par des achats, un patrimoine foncier considérable dans le Bochaine immédiat, mais également dans le Dévoluy, le Trièves et le Diois, et beaucoup plus loin même, puisqu'elle possède une saline à… Hyères dans le Var actuel. Elle développe par ailleurs des activités économiques significatives dans les domaines agricoles (élevage et exploitation forestière), mais aussi industriels (mines et métallurgie), dont Durbon est l'épicentre. S'agissant de la métallurgie du fer la chartreuse crée sur le territoire de l'actuelle forêt domaniale un haut fourneau ( à Rioufroid, où se développe un véritable complexe métallurgique, haut fourneau- martinet-forge à la catalane) et plusieurs martinets dont les traces constituent une  précieuse source d'études pour l'histoire industrielle et minière régionale.
La Révolution met fin à la domination du monastère. Les biens de la Chartreuse sont confisqués, puis dispersés ou vendus. On notera, à ce sujet, les cessions enregistrées à Serres en prairial et messidor de l’an IV (juin 1796) et portant sur plusieurs « domaines et montagnes à Saint Julien », ventes de l’administration centrale du département des Hautes Alpes à des bourgeois de Gap et de Veynes. On a très peu de traces, en revanche, des 2 400 ouvrages qui constituaient la bibliothèque des chartreux au moment de la Révolution. Cette bibliothèque est citée dans l'inventaire établi le 30 janvier 1790 par le dernier prieur de la Chartreuse, dom Bonaventure Eymen, au moment de la confiscation des biens, en conformité du décret de l'Assemblée Nationale du 13 novembre 1789.
En 1794, le village change de nom pour prendre celui de « Durbon-sur-le-Buech », cela ne dure guère, deux années plus tard il reprend le nom de Saint Julien. On peut penser que certains ont réalisé que le nom de Durbon n'était pas plus laïc que celui de Saint Julien, en ce qu'il renvoyait à la chartreuse, voire à sa devise presque éponyme, dura bonis sed utilis (littéralement : « renforce le bien, mais l'utile », implicitement : « sois bon mais sois efficace »).
La disparition de la chartreuse entraîne une récession économique et en conséquence, démographique. La population de la commune passe ainsi de 800 habitants au moment de la Révolution à 500 en 1870. Une courte période de reprise intervient. Elle correspond à la construction de la voie ferrée et aux importants chantiers de génie civil qui en découlent. Ce nouveau grand axe de communication fait de Saint-Julien une étape appréciée dans le franchissement des Alpes occidentales. Une activité de production, de stockage et d’expédition par fer, de glace naturelle à partir des eaux gelées du Buëch se développe en amont du bourg. Elle se perpétuera jusque dans les années 1930 et assurera, pendant les périodes hivernales, un complément de revenu au village.
L’exode rural se poursuit, les activités pastorales déclinent régulièrement, en revanche les activités industrielles de découpe du bois issu de l’important massif forestier environnant se maintiennent encore au milieu du XXe siècle dans plusieurs scieries réparties le long du cours de la rivière. Les activités agricoles — essentiellement pastorales — se perpétuent encore aujourd'hui, pour la plupart dans les hameaux. Une certaine activité touristique et agro-touristique s'est installée autour du thème de la randonnée notamment.

## Politique et administration
| Période                                  | Période                           | Identité                           | Étiquette | Qualité      |
| ---------------------------------------- | --------------------------------- | ---------------------------------- | --------- | ------------ |
| Les données manquantes sont à compléter. |                                   |                                    |           |              |

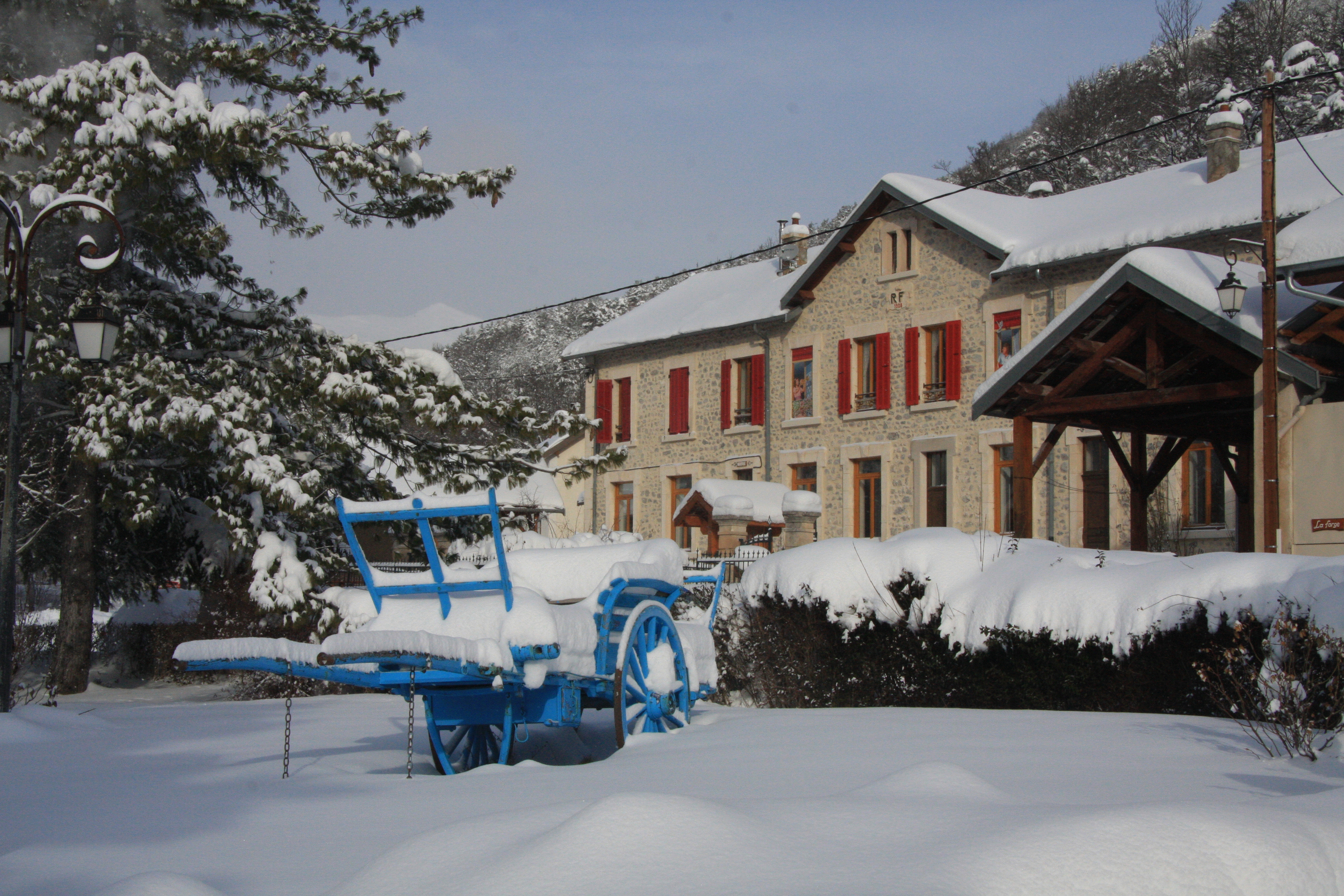
La mairie en hiver.

| 30 mars 2014 02 Février 2024             | Démission le 5 novembre 2023 2026 | Jean-Claude Vallier Hélène SALETTI |           | Ancien cadre |

## Population et société

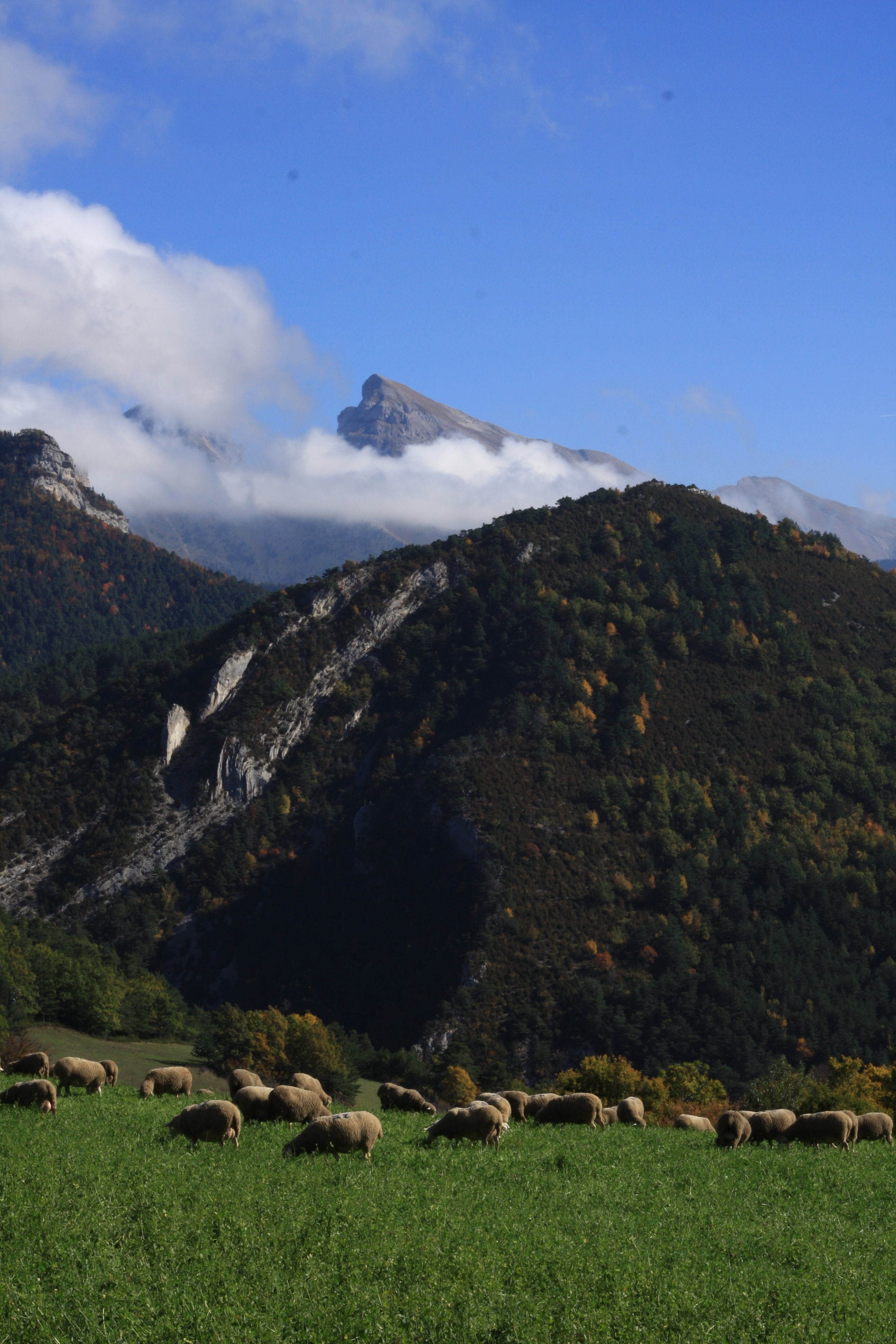
Tête de Garnesier.

### Démographie
L'évolution du nombre d'habitants est connue à travers les recensements de la population effectués dans la commune depuis 1793. Pour les communes de moins de 10 000 habitants, une enquête de recensement portant sur toute la population est réalisée tous les cinq ans, les populations de référence des années intermédiaires étant quant à elles estimées par interpolation ou extrapolation. Pour la commune, le premier recensement exhaustif entrant dans le cadre du nouveau dispositif a été réalisé en 2004.

En 2022, la commune comptait 135 habitants, en évolution de +9,76 % par rapport à 2016 (Hautes-Alpes : +0,4 %, France hors Mayotte : +2,11 %).
| 1793 | 1800 | 1806 | 1821 | 1831 | 1836 | 1841 | 1846 | 1851 |
| ---- | ---- | ---- | ---- | ---- | ---- | ---- | ---- | ---- |
| 750  | 809  | 790  | 743  | 738  | 712  | 700  | 746  | 678  |

| 1856 | 1861 | 1866 | 1872 | 1876 | 1881 | 1886 | 1891 | 1896 |
| ---- | ---- | ---- | ---- | ---- | ---- | ---- | ---- | ---- |
| 587  | 600  | 590  | 503  | 594  | 532  | 564  | 511  | 452  |

| 1901 | 1906 | 1911 | 1921 | 1926 | 1931 | 1936 | 1946 | 1954 |
| ---- | ---- | ---- | ---- | ---- | ---- | ---- | ---- | ---- |
| 440  | 434  | 400  | 320  | 294  | 281  | 284  | 272  | 233  |

| 1962 | 1968 | 1975 | 1982 | 1990 | 1999 | 2004 | 2006 | 2009 |
| ---- | ---- | ---- | ---- | ---- | ---- | ---- | ---- | ---- |
| 181  | 139  | 101  | 114  | 120  | 108  | 120  | 123  | 126  |

| 2014 | 2019 | 2022 | - | - | - | - | - | - |
| ---- | ---- | ---- | - | - | - | - | - | - |
| 124  | 136  | 135  | - | - | - | - | - | - |

On dispose de peu d'informations antérieures à ces recensements, toutefois une visite pastorale effectuée par Charles-Bénigne Hervé, évêque de Gap, en octobre 1685 dénombre les maisons et populations de chacun des huit hameaux de la paroisse de St Julien. Ces seuls hameaux abritaient, selon son compte rendu (conservé aux archives départementales sous la référence G 785), 127 maisons et 587 personnes. Ces données excluent la population du bourg lui-même et celle de la Chartreuse de Durbon. On peut en déduire que la population à la fin du XVIIe siècle dépassait sensiblement 1 000 habitants.

## Culture locale et patrimoine

### Lieux et monuments
- Église Saint-Blaise de Saint-Julien-en-Beauchêne.
- Chapelle du Saint-Esprit de Beaumugnes.
- Chapelle Saint-Roch de Vaunières.

À 6 km à l'est du bourg, par une route qui s'élève jusqu'au hameau de Durbon à 1 150 m d'altitude, on trouve l'emplacement de la chartreuse, précédé par son "désert" cartusien. Des vastes bâtiments (notamment la chapelle) qui composaient le monastère de Durbon, quelques ruines sont encore visibles aujourd'hui. Elles permettent de visualiser l'importance de cette communauté qui a dominé l'économie de la région jusqu'au XVIIIe siècle. La maison principale du monastère est toujours en place, elle a toutefois souffert de sa transformation en exploitation agricole après la révolution.

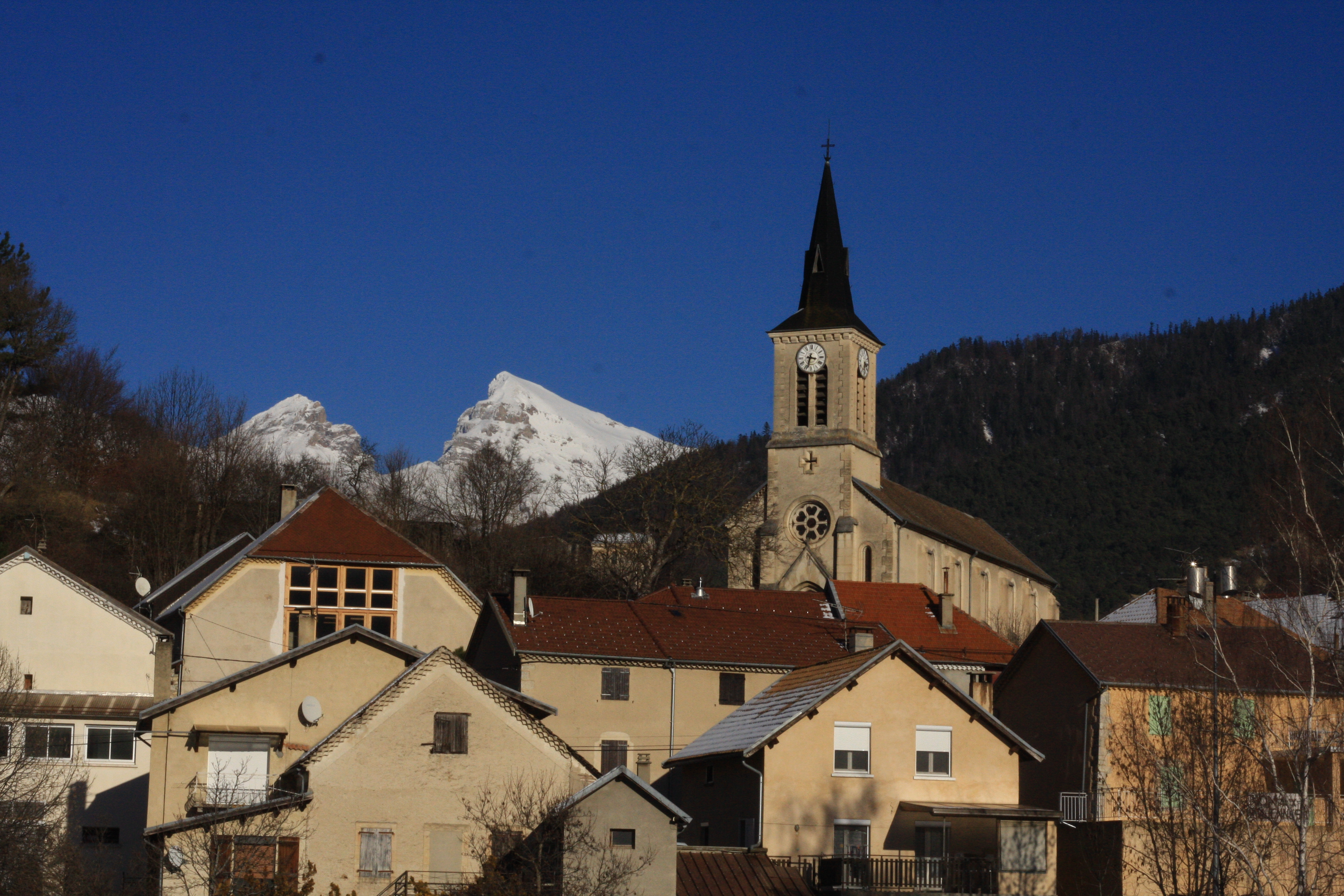
Les deux Garnesier derrière le bourg.

On peut admirer, dans l'église du village, deux tableaux qui appartenaient à cette chartreuse du temps de sa puissance, et appartiennent désormais à la commune. Il s'agit d'une part d'une assomption de Philippe de Champaigne de 1671 et, d'autre part, d'une sainte famille de Francesco Trevisani peinte vers 1700.
Les ruines de la haute tour qui aidait à la défense et permettait de contrôler l’accès sud de la vallée du Grand Buëch et du village, au lieu-dit « La Rochette » donnent aujourd’hui encore une bonne idée de sa fonction et de ses dimensions. Cette tour, dite « des sarrasins », domine la forteresse naturelle formée par la barre rocheuse qui ferme presque complètement la vallée du Buëch à cet endroit là. Le vocable « sarrasins » à propos de cette tour relève de la légende. La présence des sarrasins dans la région est certes avérée, à Gap et Montmaur notamment, elle ne l'est en revanche pas dans le Bochaine. Cette défense visait plus probablement les barbares de l'est. L'importance du site de La Rochette est confirmée par l'existence dès le XIIe siècle d'une église (dont on ignore l'emplacement exact, et qui dépendait de l'abbaye Saint-Géraud d'Aurillac — cf. la bulle du pape Innocent III du 10 mai 1198, qui cite La Rochette en Bochaine) — et d'un château — siège du seigneur de La Rochette — dont il reste cette tour.
Les chapelles des hameaux de Vaunières (chapelle Saint Roch, 6 km au nord-ouest du bourg) et de Baumugnes (5 km au sud-est du bourg) construites au XVIIe siècle, ont été très bien conservées et restaurées, leur charme et leur simplicité sont intacts.
La plupart des maisons du village sont construites selon des principes classiques de l'architecture rurale alpine. Dans le bourg elles sont serrées les unes contre les autres, formant des groupes séparés par quelques andrones. Sans cave, le premier niveau des maisons est composé d'une suite d'espaces avec voûte en arc-de-cloître qui étaient réservés aux animaux, le deuxième niveau, auquel on accède par un grand escalier extérieur en pierre est souvent structuré avec ce même type de pièces voûtées qui ont, pour certaines, conservé des éléments de mobiliers adaptés à cette forme particulière. L'exemple le plus intéressant de ces constructions est à voir au hameau de Vaunières avec l'imposante maison des Imbert, typique de cette architecture. C'est à l'occasion de travaux sur une autre de ces maisons du même hameau, qu'a été découvert en 1970 un trésor composé d'un lot de pièces d'or anciennes et scellé dans un des murs. La partie revenant au propriétaire du produit de la vente de ces pièces a été utilisé pour financer la restauration de nombreux bâtiments du hameau.

### Personnalités liées à la commune
Les trois frères Borel, Joseph, Marius et Ernest, natifs de la commune, s'établirent au Tonkin (Indochine Française) vers 1890 où, ensemble et séparément, ils créèrent plusieurs exploitations agricoles (café, élevage bovin et de volailles originaires de France...) et d'établissements industriels et commerciaux. Marius Borel (1872-1962) fut élu représentant du Tonkin au Conseil supérieur des colonies (1928) et Vice-président de la Chambre de commerce d'Hanoi. Il était officier de la Légion d'honneur (source: Borel (Marius), My-Khê (entreprises-coloniales.fr).
Jean Giono fut un résident régulier de Saint-Julien-en-Beauchêne. Il séjournait en général à l'hôtel des Alpins à l'entrée nord du village. C'est toutefois un des hameaux du village, et non le bourg lui-même, que Giono a immortalisé dans son roman Un de Baumugnes. Baumugne(s) n’apparaît qu’allusivement dans le récit, mais est un lieu fondamental pour le personnage principal du roman, qui en est originaire. Giono hésita d’ailleurs beaucoup entre Montama et Vaunières, deux autres hameaux de la commune, avant de porter son choix sur Baumugnes.
Le peintre Paul Signac fréquenta également le village. On citera son tableau « Saint-Julien-en-Beauchêne » peint en 1916, ainsi que plusieurs aquarelles représentant le bourg du village.